# ブリティッシュビート
ブリティッシュビート (British Beat) は、1960年代前期から中期にかけてのイギリスのロックの一形態。

## 概要
1962年のビートルズのデビューと前後して数多くのイギリスのバンドがデビューしており、彼らと同様に、ロックンロール、ブルース、リズム&ブルース、カントリー、フォーク・ミュージックなどにルーツを持つバンドを一括りとしてブリティッシュビートバンドと呼ばれている。
大別すると初期ビートルズ、ジェリー&ザ・ペースメイカーズ、サーチャーズなどのリバプール出身のバンドに類する音楽性を持ったマージービートに始まり、ローリング・ストーンズやヤードバーズなどのリズム&ブルース、ブルースの影響の強いバンド、さらにそこから発展したザ・フーやスモール・フェイセズ等のモッズバンドまで多岐に渡る。いずれも黒人音楽からの強い影響が見られ、小編成のバンドスタイルによる歯切れの良いビートとギターサウンドが主な特徴である。
1967年ごろから、ビートルズ、ピンクフロイドをはじめとするサイケデリック・ロック、ジミ・ヘンドリックスやクリームのようなブルースを大音量で演奏するハードロックの原型ともいえるブルースロックが英国のバンドの中で最先端となり、様々な英国のバンドにあった音楽的な特徴の共通項はその方面へと移行し、ブリティッシュ・インベイジョンの本格的な終焉とともに、ブリティッシュビートといえるサウンドも姿を消した。

## その後の音楽シーンへの影響
ブリティッシュビートの登場によりロックは大きく様変わりしたと言え、その影響力は非常に多岐に渡る。1960年代後半における世界各地のガレージ・ロック、1970年代前半のイギリスのパブ・ロックおよび70年代後半のパンク・ロック、ザ・ジャムなどのモッズ・リバイバル、また90年代のブリット・ポップ、2000年代以降のガレージロック・リバイバルなどに顕著な影響が見られる。また、ブリティッシュビートの括りとしてのリスナーの需要はあり、それらを取り扱った書籍、オムニバスCDがリリースされている。

## 代表的なアーティスト
- ザ・ビートルズ
- ザ・ローリング・ストーンズ
- アニマルズ
- ザ・ホリーズ
- ザ・キンクス
- ジェリー&ザ・ペースメイカーズ
- サーチャーズ
- ヤードバーズ
- ザ・フー
- スモール・フェイセズ
- スペンサー・デイヴィス・グループ
- ザ・ゾンビーズ
- プリティ・シングス
- マンフレッド・マン